# Oued Beni Barbar
Oued Beni Barbar är en wadi i Algeriet. Den ligger i provinsen Khenchela, i den nordöstra delen av landet, 400 km sydost om huvudstaden Alger.